# Pseudonapomyza vota
Pseudonapomyza vota är en tvåvingeart som beskrevs av Spencer 1973. Pseudonapomyza vota ingår i släktet Pseudonapomyza och familjen minerarflugor. Inga underarter finns listade i Catalogue of Life.